# Walter Gericke
Walter Gericke (23 de dezembro de 1907 - 19 de outubro de 1991) foi um oficial alemão que serviu no Deutsches Heer durante a Segunda Guerra Mundial. Foi condecorado com a Cruz de Cavaleiro da Cruz de Ferro com Folhas de Carvalho.

## Condecorações
| Cruz de Ferro (1939) 2ª Classe                                   | 10 de abril de 40      |
| Cruz de Ferro (1939) 1ª Classe                                   | 12 de maio de 1940     |
| Cruz Germânica em Ouro                                           | 12 de dezembro de 1943 |
| Cruz de Cavaleiro da Cruz de Ferro                               | 14 de junho de 1941    |
| Cruz de Cavaleiro da Cruz de Ferro com Folhas de Carvalho nº 585 | 17 de setembro de 1944 |
| Mencionado na Wehrmachtbericht                                   | 10 de junho de 1944    |